# 153 (číslo)
Sto padesát tři je přirozené číslo. Následuje po číslu sto padesát dva a předchází číslu sto padesát čtyři. Řadová číslovka je stopadesátý třetí nebo stotři a padesátý. Římskými číslicemi se zapisuje CLIII.

## Matematika
Sto padesát tři je
- deficientní číslo
- nešťastné číslo
- nepříznivé číslo
- sedmnácté trojúhelníkové číslo a zároveň šestiúhelníkové číslo
- součet prvních pěti kladných faktoriálů: {\displaystyle 1!+2!+3!+4!+5!}
- součet třetích mocnin čísel vyjádřených svými číslicemi

## Chemie
- 153 je neutronové číslo nejstabilnějšího izotopu kalifornia a nukleonové číslo běžnějšího z obou přírodních izotopů europia (tím méně běžným je 151Eu).[1]

## Doprava
- Silnice II/153 je česká silnice II. třídy na trase silnice I/24 – Chlum u Třeboně – silnice I/34[2]

## Roky
- 153
- 153 př. n. l.